# Tomasz Wojnar
Tomasz Wojnar, ps. Siwy, Sivy (ur. 30 czerwca 1965 w Wałbrzychu, zm. 12 kwietnia 2018 tamże) – polski wokalista, gitarzysta punkrockowy, autor tekstów piosenek; lider zespołu Defekt Muzgó. Współpracował z Para Wino, z którym nagrał i wydał album Zjednoczona Europa oraz Pokolenie ’80.

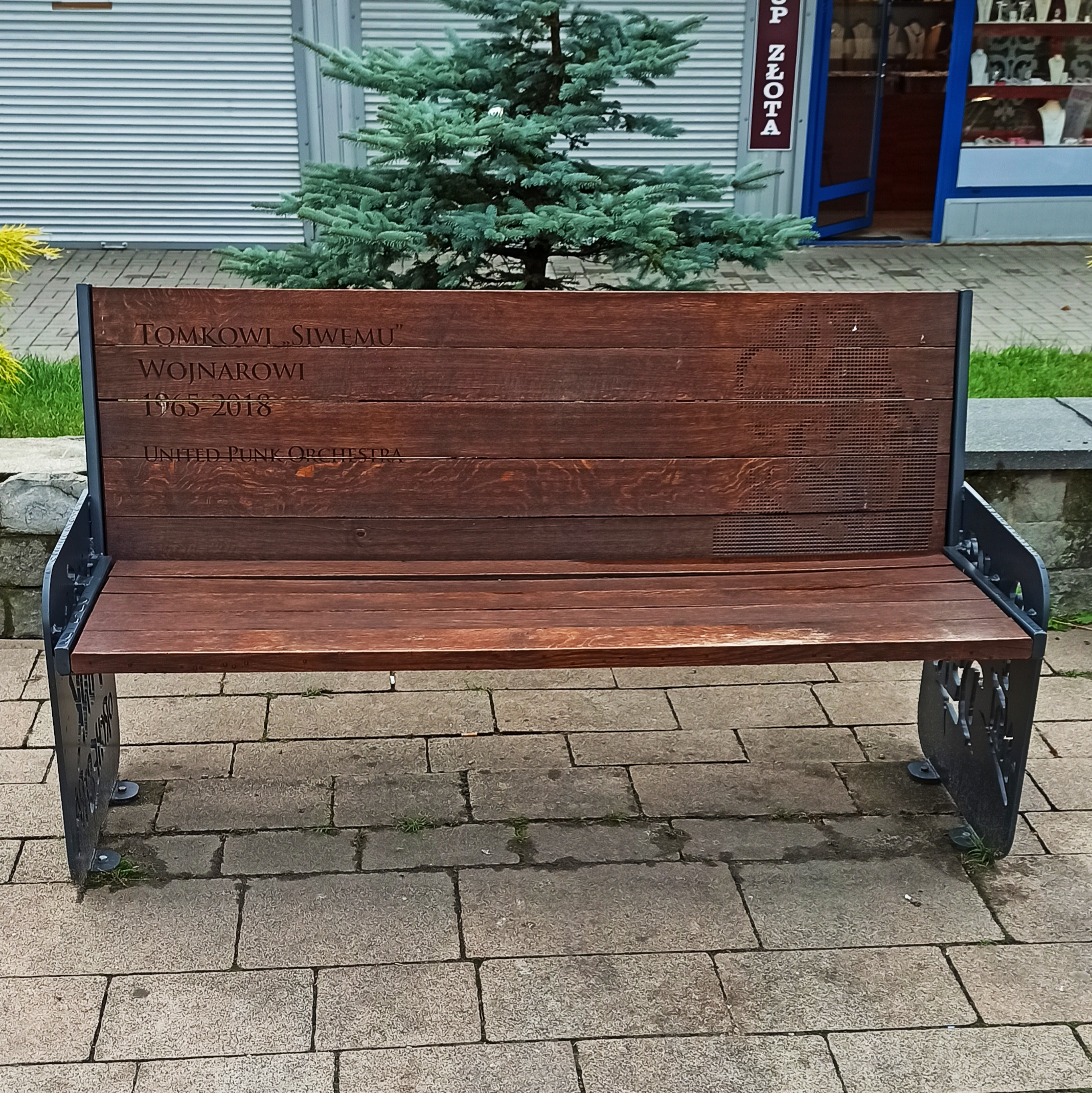
Ławeczka poświęcona pamięci Tomasza Siwego Wojnara przy skrzyżowaniu ulic Wł. Broniewskiego i Głównej na wałbrzyskiej Piaskowej Górze.

Zmarł 12 kwietnia w jednym z wałbrzyskich szpitali. 15 kwietnia został pochowany na Cmentarzu Komunalnym przy ul. Moniuszki w Wałbrzychu.

## Dyskografia

### Defekt Muzgó
- Wszyscy jedziemy... (1991)
- Pornografia (1992)
- Sedes Muzgó – Live (1992) – Defekt Muzgó wspólnie z zespołem Sedes
- N.U.D.A. (1993)
- XIII lat (1994)
- Przemoc (1995)
- Defekt Muzgó (1997)
- Lekcja historii (2004)
- Aniołowie (2012)[7]

### Inne
- Zjednoczona Europa (1993) – jako Defekt Muzgó i Goście
- Pokolenie ’80 (1994) – jako Para wino & Siwy